# エスタディオ・ド・ベッサ
エスタディオ・ド・ベッサXXI（Estádio do Bessa XXI）は、ポルトガル・ポルトにあるサッカー専用スタジアム。ボアヴィスタFCがホームスタジアムとして使用している。
1972年に建てられたスタジアムを解体し、建て替えられた。スタジアムはUEFA EURO 2004で3試合が行われた。

## UEFA EURO 2004
| 日時          | チーム#1   | 結果 | チーム#2     | ラウンド  |
| ------------- | ---------- | ---- | ------------ | --------- |
| 2004年6月16日 | ギリシャ   | 1-1  | スペイン     | グループA |
| 2004年6月19日 | ラトビア   | 0-0  | ドイツ       | グループD |
| 2004年6月22日 | デンマーク | 2-2  | スウェーデン | グループC |

## サッカーポルトガル代表
| 日付 |                | 結果 |                  | 試合                    |
| ---- | -------------- | ---- | ---------------- | ----------------------- |
| 1    | 1988年11月16日 | 1-0  | ルクセンブルク   | 1990 ワールドカップ予選 |
| 2    | 1993年6月19日  | 4-0  | マルタ           | 1994 ワールドカップ予選 |
| 3    | 2002年3月27日  | 1-4  | フィンランド     | 親善試合                |
| 4    | 2006年10月7日  | 3-0  | アゼルバイジャン | EURO 2008予選           |
| 5    | 2016年9月1日   | 5-0  | ジブラルタル     | 親善試合                |
| 6    | 2017年8月31日  | 5-1  | フェロー諸島     | 2018 ワールドカップ予選 |